# Xã Harrison, Quận Chautauqua, Kansas
Xã Harrison (tiếng Anh: Harrison Township) là một xã thuộc quận Chautauqua, tiểu bang Kansas, Hoa Kỳ. Năm 2010, dân số của xã này là 71 người.